# Tupinambá

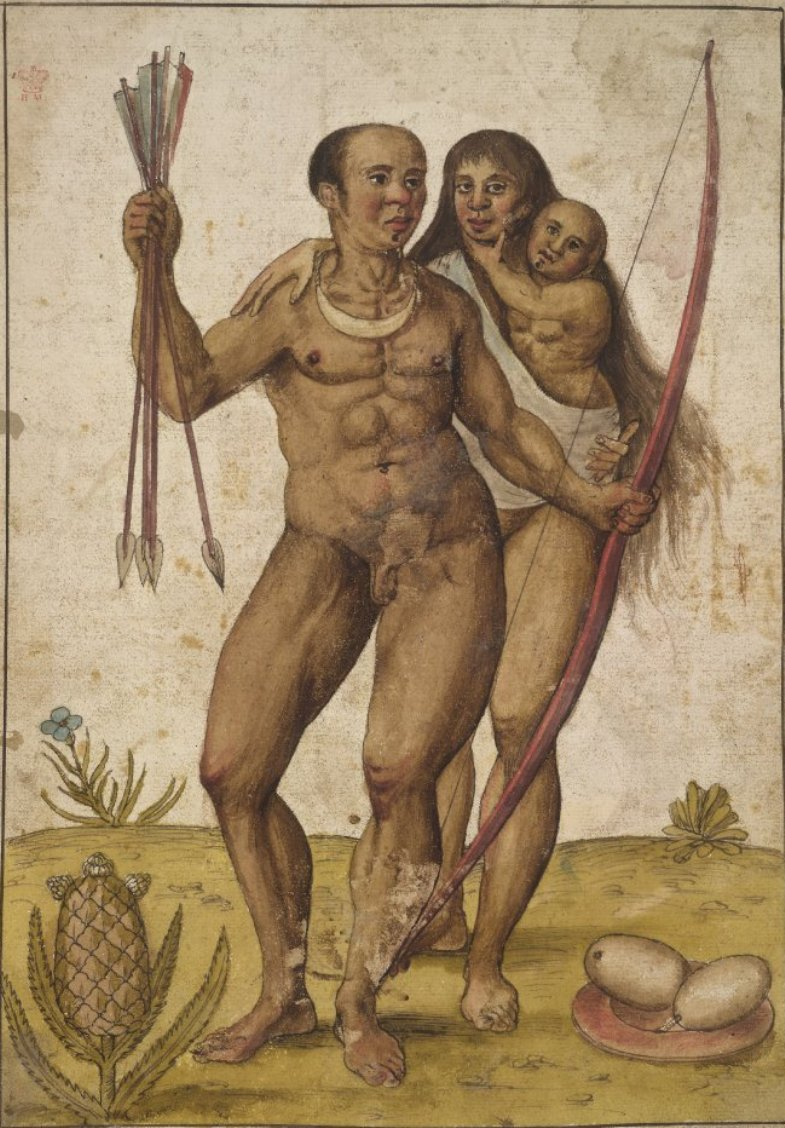
Tupinambá-Familie (Darstellung von John White, 16. Jahrhundert)

Die Tupinamba waren ein indigenes Volk an der Atlantikküste Brasiliens.

## Geschichte
Tupinamba ist eine Sammelbezeichnung für verwandte Indianer-Stämme, die Tupi-Guarani sprachen, und welchen die portugiesischen und französischen Kolonisten verschiedene Stammesnamen gaben. Die Tupinamba beherrschten im 16. Jahrhundert die brasilianische Küste vom Amazonasdelta bis Sao Paulo. Sie waren in viele Stämme gegliedert (Tupinamba, Potiguara, Tobayara uvm.).
Die Tupinamba waren Ende des 16. Jahrhunderts der zahlreichste Stamm mit rund 40.000 Einwohnern. Ende des 16. Jahrhunderts vertrieben portugiesische Kolonisten gemeinsam mit den Tabajara die Potiguara aus Paraíba. Nachdem Pero Coelho sie 1603 grausam unterdrückt hatte, verbündeten sie sich mit den Franzosen und Holländern und bekämpften die Portugiesen bis 1654. Danach wurden jene, die nicht in den Wald geflohen waren, in jesuitische Missionen gesteckt. Dennoch wurden die Potiguara treue Verbündete der Portugiesen und wurden von diesen mit Ländereien versehen. Ihr Name verschwindet im 18. Jahrhundert.
Die Tupinambás de Olivença im Bundesstaat Bahia berufen sich darauf, von den Tupinamba abzustammen.

## Glaube und Kultur
Im Glauben der Tupinamba spielte der Dämon des Donners und des Blitzes Tupan eine besondere Rolle, obwohl er nicht direkt verehrt wurde. Er war der jüngste Sohn des Helden und Kulturbringers Nanderevusu und seiner Frau Nandecy und wurde als kleiner dicklicher Mann mit gewelltem Haar vorgestellt.
Von den frühneuzeitlichen Autoren wurde den Tupinamba gewohnheitsmäßiger und ritueller Kannibalismus zugeschrieben.

## Berichte der Kolonisatoren
Der Bericht des deutschen Landsknechts Hans Staden über seine Gefangenschaft von Januar bis Oktober 1554 bei den Tupinamba erlangte in seiner Zeit Bekanntheit. Auch der französische Geistliche und Reisende Jean de Léry kam in der Zeit vom März 1557 bis zum Januar 1558 in Kontakt mit diesem Eingeborenenstamm und berichtete darüber.